# 頭音法則

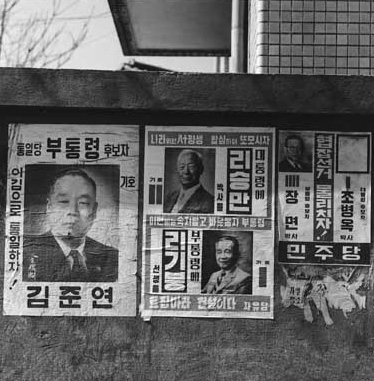
1960年3月大韩民国总统选举中李承晚（리승만→이승만）和李起鹏（리기붕→이기붕）的竞选海报（中），其姓名拼写并未使用头音法则

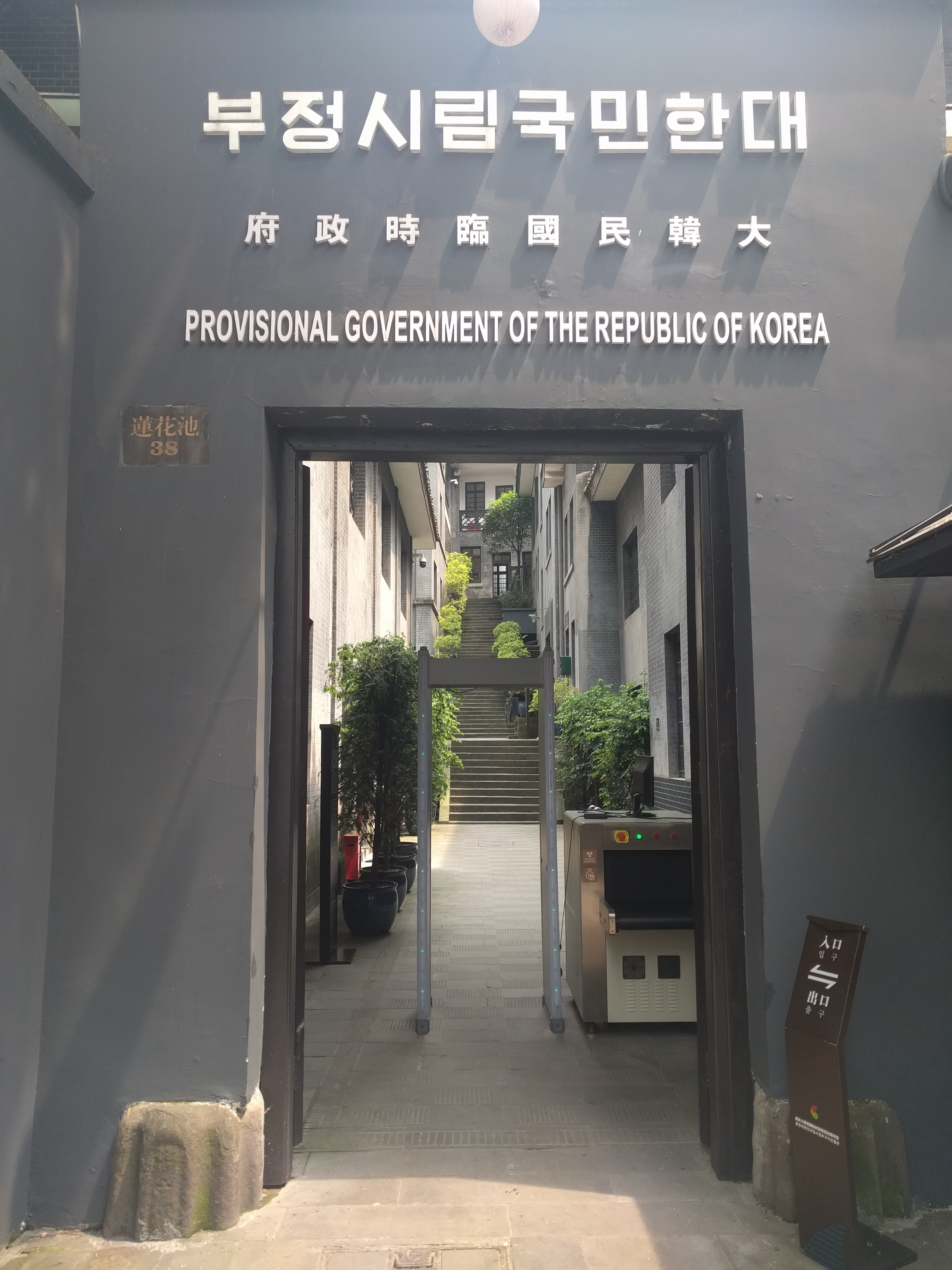
重庆大韩民国临时政府旧址入口，“临时”不使用头音法则拼写（림시→임시）

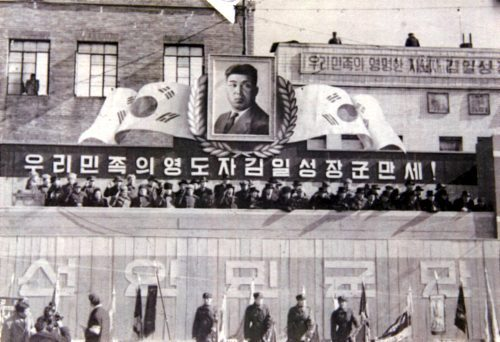
1948年朝鲜人民军成立仪式上悬挂的横幅“我们民族的领导者金日成将军万岁！”。“领导者”使用头音法则拼写（령도자→영도자）

頭音法則（：／），亦稱頭音規則、首音法則、首音規則，是韓語的流音特殊變音規則。
根據朝鮮近代語言學家周時經的理論，頭音法則是韓語發音自然形成的，因此將頭音法則規定為標準韓語的標記法。
朝鲜半岛南北分治後，朝鲜民主主义人民共和国政府摒棄了1933年的《朝鮮文拼寫法統一案》，在文化語中不採用此規則；而大韓民國政府政府則採用首爾音為標準語，繼續採用此規則。現今只有大韓民國的韓語採用頭音法則，而北韓和中國東北的朝鮮族以及在日朝鲜人和韩国人不遵循此規則。

## 基本規則
簡單而言，頭音法則就是說韓語單詞首個字母出現「ㄹ」（r）或「ㄴ」（n）等流音時，須要變音。具體規則如下：
- 「ㄴ」（n）和「ㄹ」（r）變爲「ㅇ」（即脫落）：
  - 韓語漢字詞音「녀、뇨、뉴、니」（nyeo、nyo、nyu、ni）、「랴、려、례、료、류、리」（rya、ryeo、rye、ryo、ryu、ri）在詞首出現時，須變為「여、요、유、이」（yeo、yo、yu、i），「야、여、예、요、유、이」（ya、yeo、ye、yo、yu、i）。
- 「ㄹ」（r）變爲「ㄴ」（n）
  - 韓語漢字詞音「라、래、로、뢰、루、르」（ra、rae、ro、roe、ru、reu）在單詞的首個字母中出現時，須變為「나、내、노、뇌、누、느」（na、nae、no、noe、nu、neu）。
- 元音字母或者是「ㄴ」（n）韵尾后的「렬、률」（ryeol、ryul）須變為「열、율」（yeol、yul）。例如：陳列（진렬→진열/jinryeol→jinyeol）。

## 例外
- 姓名：擁有李（이 / I）、林（임 / Im）、劉（유 / Yu）、龍（용 / Yong）、盧（노 / No）等姓氏的人，可以申請更改姓氏為無頭音變化的發音和書寫方式：李（이→리 / I→Ri）、林（임→림 / Im→Rim）、劉（유→류 / Yu→Ryu）、龍（용→룡 / Yong→Ryong）、盧（노→로 / No→Ro）。名字亦然，如厲旭（여욱→려욱 / Yeo-ug→Ryeo-ug）等名字可以保留原本的漢字音和書寫方式。
- 北韓专有名词：如朝鲜劳动党（ / Chosŏn Rodongdang）、两江道（ / Ryanggang-do）等。南韩一般保留原写法，也有遵循头音法则的情况，口语中则允许按头音法则变读。
- 外來語單詞：如라디오（英語：Radio）不可變為나디오（nadio）。
- ㄴ（n）及ㄹ（r）的名称不受头音法则影响，南北的读音与写法皆为“니은”（ni-eun）与“리을”（ri-eul）。极少数以니（ni）、냐（nya）、녀（nyeo）、뇨（nyo）或뉴（nyu）开头的固有词（如녀석（nyeoseog）、년（nyeon）等俚语及냠냠（nyamnyam）等拟声词），亦保留其读音与写法。